# Social Proof
Social Proof ist ein psychologisches Phänomen, bei dem Menschen dazu neigen, das Verhalten anderer zu imitieren, besonders in unklaren oder neuen Situationen. Dieses Prinzip basiert auf der Annahme, dass die Handlungen der Mehrheit als richtig oder angemessen wahrgenommen werden. Es ist tief in der evolutionären Vergangenheit verwurzelt, wo es als Überlebensstrategie diente. In der modernen Welt manifestiert sich Social Proof in verschiedenen Kontexten, von Alltagssituationen bis hin zu Konsumentscheidungen und sozialen Bewegungen.
Obwohl Social Proof oft unbewusst das Verhalten beeinflusst, kann es auch manipulativ eingesetzt werden. Werbung und Marketing nutzen diesen Effekt gezielt aus, indem sie Produkte als „meistverkauft“ oder „beliebt“ präsentieren. Auch in der Politik und bei gesellschaftlichen Trends spielt Social Proof eine bedeutende Rolle.
Das 1951 veröffentlicht Asch-Experiment konnte bereits zeigen, wie Gruppenzwang trotz unverkennbar unzutreffender Tatsachenbehauptungen Konformität erzeugen kann. Hierzu wurden die Probanden von der Gruppe gezielt dergestalt beeinflusst, dass sie offensichtlich falsche Aussagen über Vorlagen entgegen ihrer ursprünglichen Ansichten als richtig bewerteten. 
Es ist wichtig, sich dieser Beeinflussung bewusst zu sein und kritisch zu hinterfragen, ob das Verhalten der Mehrheit tatsächlich das richtige ist. Wie Somerset Maugham treffend bemerkte, wird eine Behauptung nicht allein dadurch wahr, dass sie von vielen Menschen vertreten wird. In einer komplexen Welt ist es entscheidend, eigenes kritisches Denken zu bewahren und nicht blindlings der Masse zu folgen.